# Орёл (Полновская волость)
Орёл — деревня в Гдовском районе Псковской области России. Входит в состав Полновской волости Гдовского района. Фактически опустело, превратившись в урочище.

## География
Расположена в 13 км (по прямой) к востоку от волостного центра села Ямм и в 7 км (по прямой) к востоку от деревни Полна.

## Население
Численность населения деревни на 2000 год составляла 0 человек, на 2002 год — постоянное население отсутствовало.